# Biserica Sfânta Maria din Racu
Ansamblul bisericii romano-catolice „Sf. Maria Mică” din Racu este un ansamblu de monumente istorice aflat pe teritoriul satului Racu; comuna Racu.

Ansamblul este format din următoarele monumente:
- Biserica catolică "Sf. Maria Mică" (cod LMI HR-II-m-A-12938.01)
- Incinta fortificată, cu capela (cod LMI HR-II-m-A-12938.02)

## Povestea bisericii
Conform vechilor înregistrări ale bisericii parohiale, biserica a fost construită între 1270 și 1280. Acest lucru este confirmat, în sec. al XVIII-lea, de o inscripție latinească de la intrare în biserică făcută de șeful Institutului Astronomic din Viena, Maximilianus Höllnek: "... temporum di latim Ephsa et exibsia Circa Anum 1270 Edifitum...". Turnul a fost înălțat pe la sec. al XVI-lea. Clădirea bisericii și turnul (având înălțimea de 30 m) sunt rezultate din îmbinarea elementelor arhitecturale gotice și baroce.
Unul din obiectele valoroase ale bisericii este altarul principal, care înfățișează nașterea Fecioarei Maria, tabloul de acolo fiind făcut de Mátyás Veres, în 1794. Altarul este în întregime donat de Mihály Burján din Alba Iulia. Celălalt obiect valoros este un baptisteriu vechi, sculptat în întregime din piatră. Inscripția din mansarda bisericii este: "Anno Domini (1507) (?). Hoc opus fecit Petrus Zabya", descoperită în 1944 de Géza Vámszer . 
Hramul bisericii este al nașterii Maicii Domnului, ce se celebrează la fiecare 8 septembrie. 

## Galerie

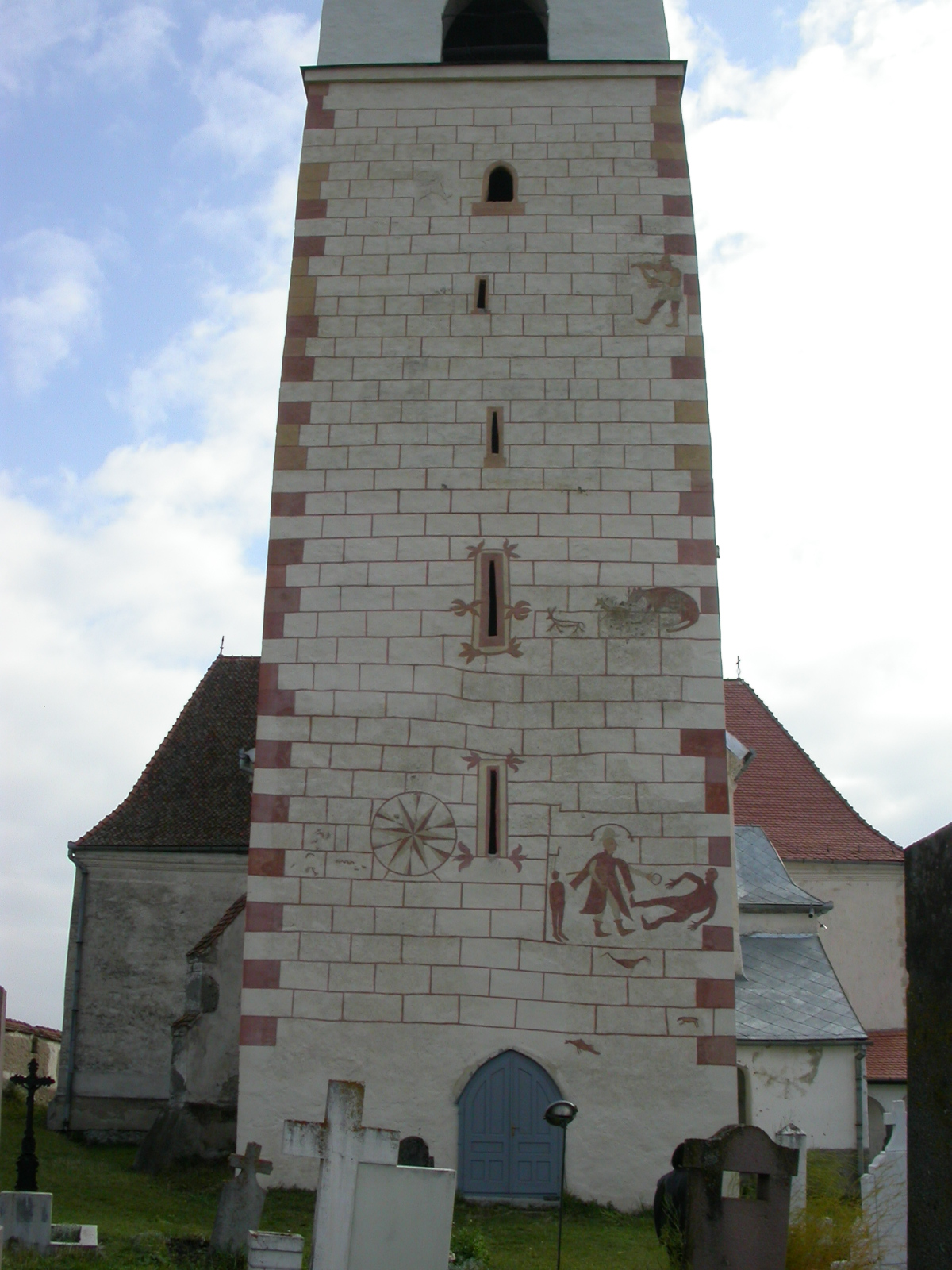
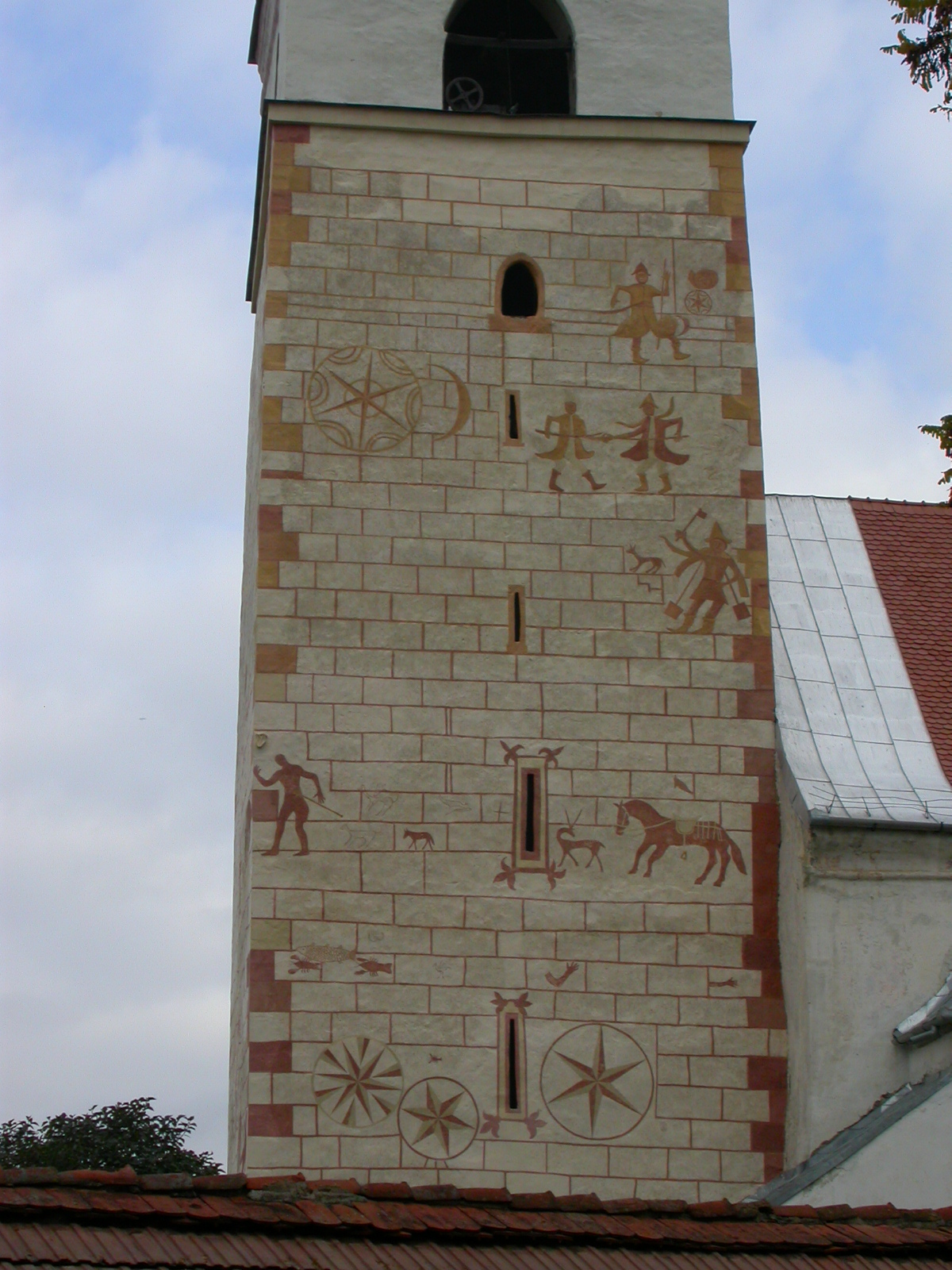
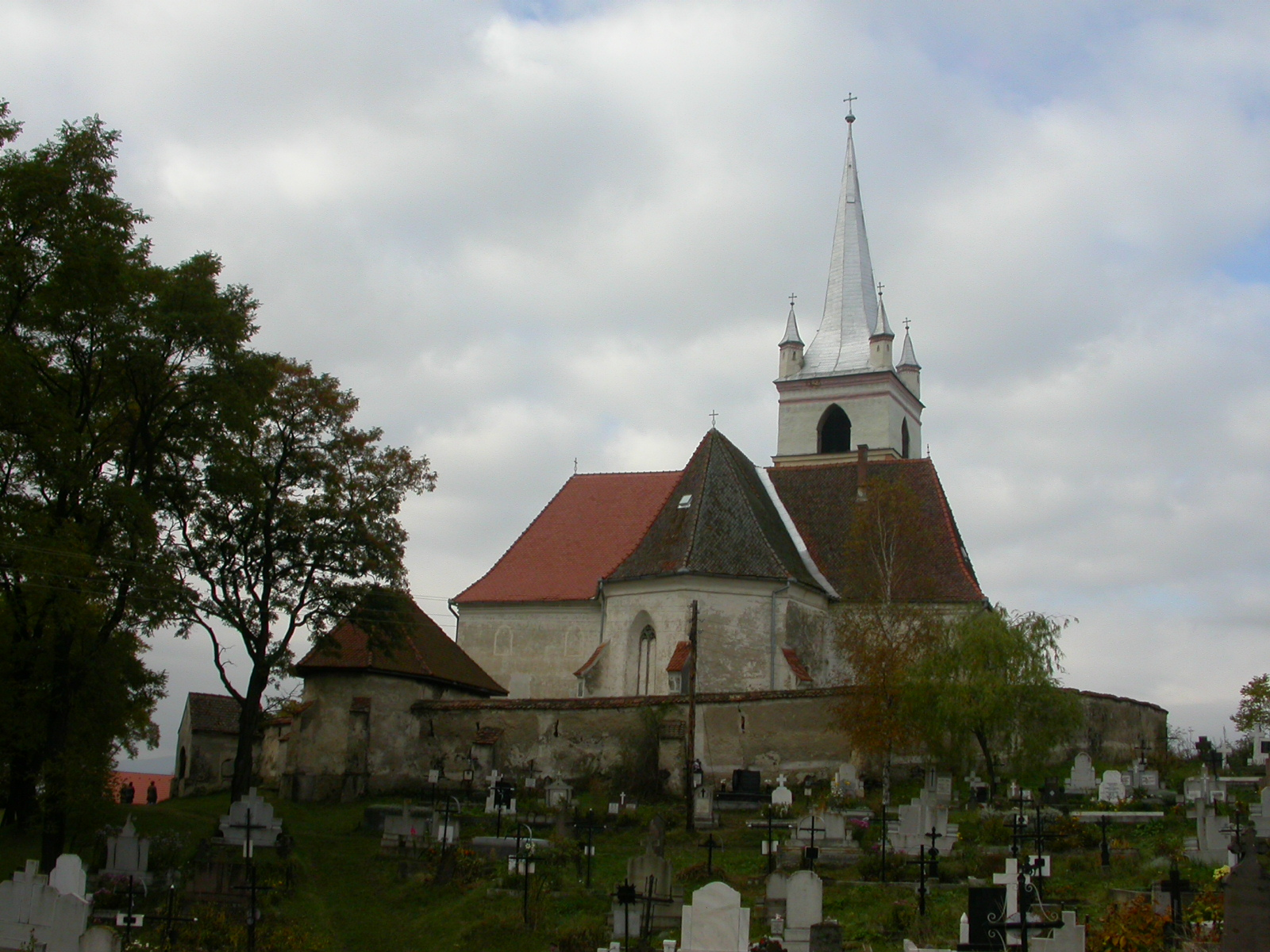
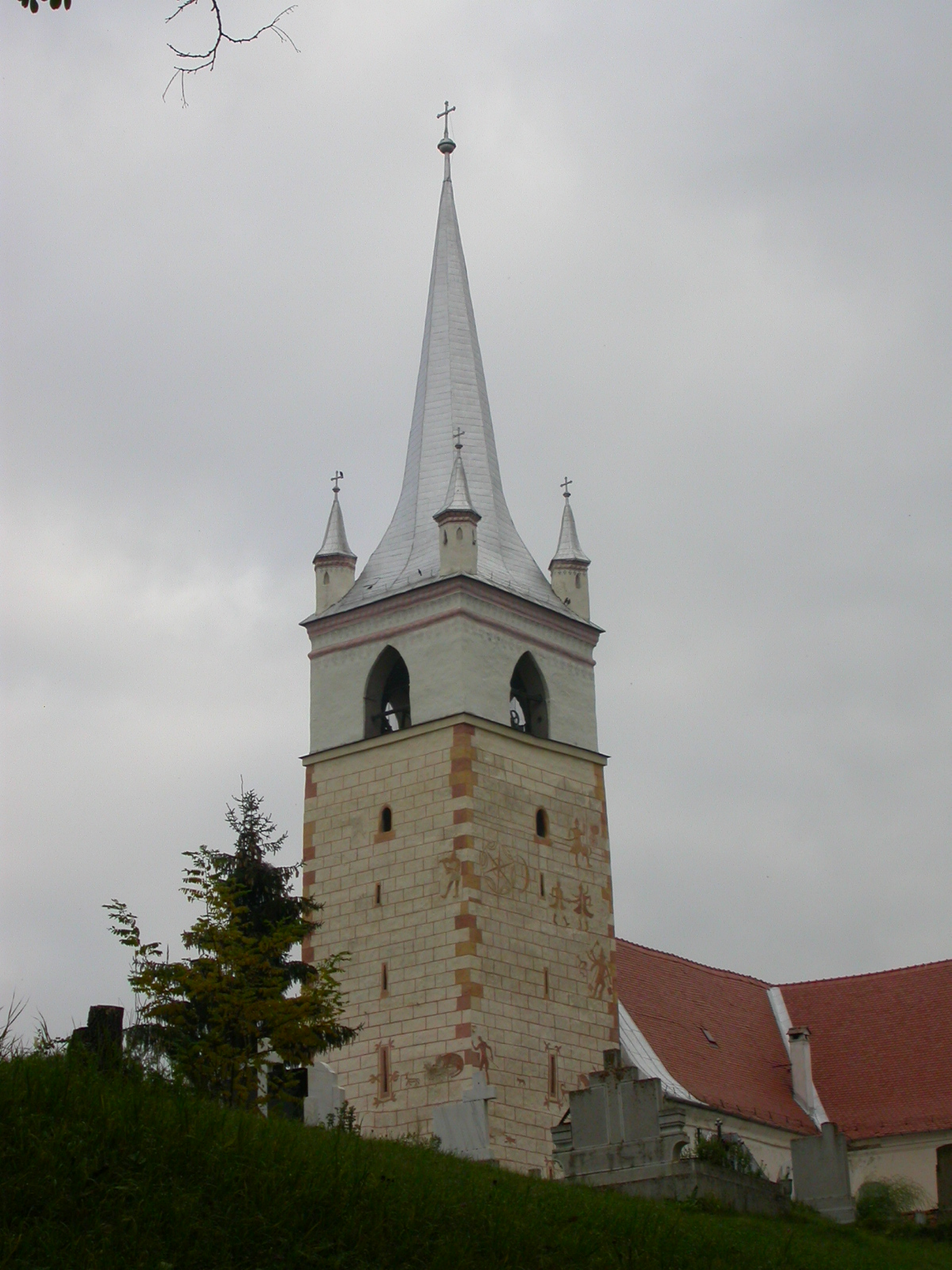
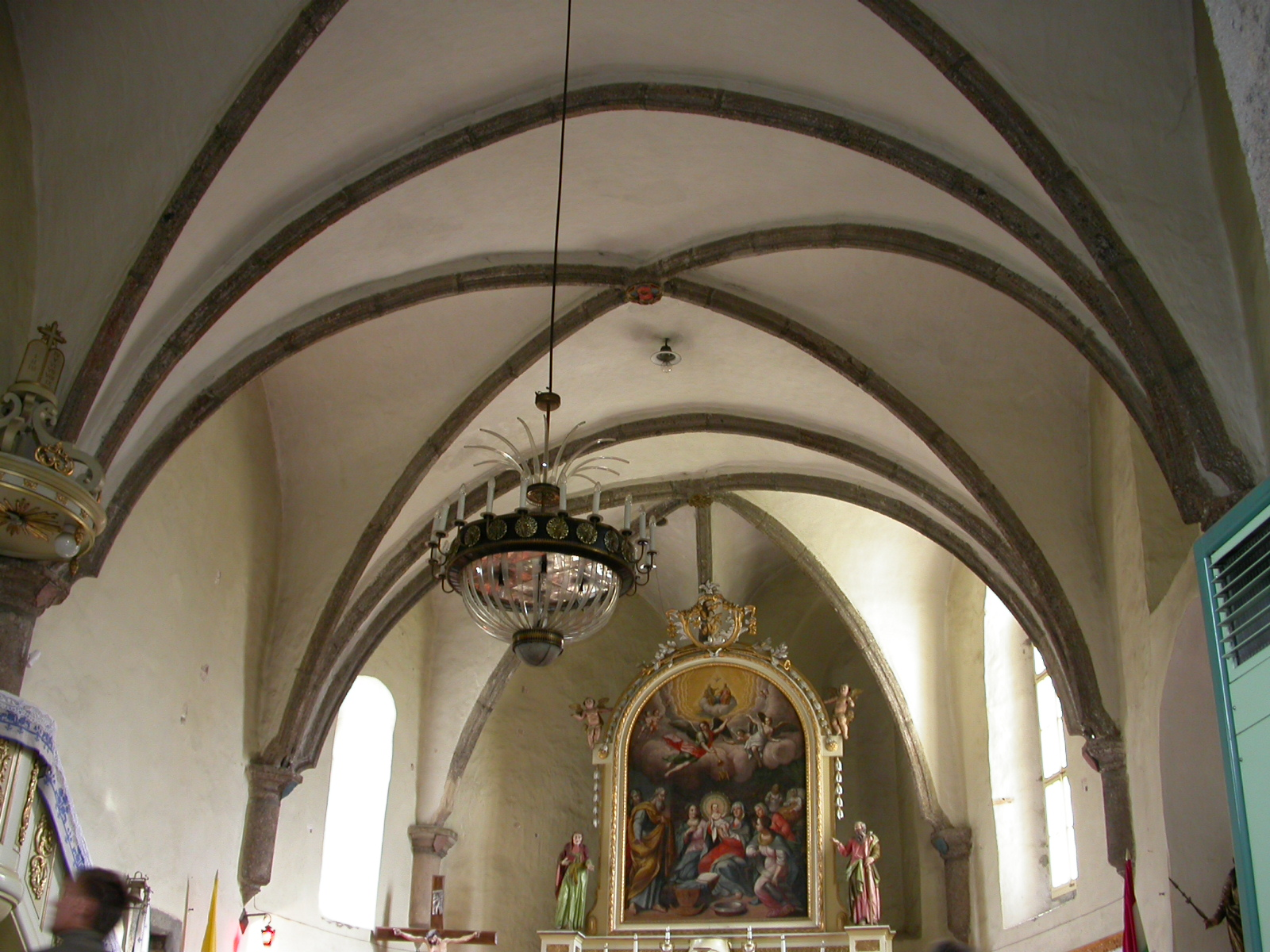